# چارچس فری (داکوتای شمالی)
چارچس فری(به انگلیسی: Churchs Ferry) شهری در ایالت داکوتای شمالی کشور ایالات متحده آمریکا است که جمعیت آن در سرشماری سال ۲۰۱۰ میلادی، ۱۲ نفر بوده‌است.